# Baronnie de Longueuil
Pour les articles homonymes, voir Longueuil (homonymie).
La baronnie de Longueuil est un fief érigé à l'époque de la Nouvelle-France et ayant existé d'abord en tant que seigneurie, de 1668 à 1700, puis comme baronnie jusqu'à l'abolition du régime seigneurial en 1854 par l'administration coloniale britannique. En 1880, la reine Victoria reconnaît le titre français de « baron de Longueuil ». Cela en fait le seul titre de noblesse d'origine française encore aujourd'hui actif au Canada.

## Histoire
En 1657, le colon et officier Charles Le Moyne se voit concéder une terre de 50 arpents de front sur 100 de profondeur, sur la rive-sud du fleuve Saint-Laurent, face à la seigneurie de l'Île-de-Montréal. Il la nomme Longueuil, en l'honneur du village français où est née sa mère. En mars 1668, il est anobli et obtient le titre de sieur de Longueuil. Le 9 janvier 1684, il cède la seigneurie à son fils, Charles II Le Moyne. C'est lui qui obtient, le 26 janvier 1700, l'élévation de la seigneurie en baronnie. Cependant, on prend soin de préciser que le titre de baron ne pouvait être transmis qu'aux descendants « sujets de la couronne de France ». C'est ainsi que le titre se transmit à la famille de Germain, famille française toujours représentée de nos jours.
Le 8 juillet 1710, le gouvernement colonial accorde trois lieues de front de terres non concédées jusqu'à la rivière Chambly. En 1773, la baronnie atteint une superficie de 100 000 arpents. À la suite du décès de son père en 1729, Charles III Le Moyne reprend le titre. En 1755, il décède à son tour et son fils Charles IV Le Moyne devient le troisième baron. Néanmoins, il est tué la même année. Heureusement, sa femme accouche de leur unique enfant Marie-Charles Le Moyne peu après. À partir de ce moment, pour éviter sa disparition, le titre devient une primogéniture cognatique avec préférence masculine. Le 7 mai 1781, la baronne Marie-Charles épouse le capitaine britannique David Alexander Grant. Leur fils Charles William Grant devient le premier baron d'origine autant britannique que française à porter le titre. Même si le régime seigneurial est aboli en 1854, les Grant continuent officieusement à se transmettre le titre de baron. En 1880, Charles Colmore Grant demande à la reine de reconnaître son titre. Exceptionnellement, elle accepte et en fait un titre britannique. À partir de ce moment, les barons de Longueuil ne vivront plus au Québec.
De nos jours, la ville de Longueuil continue d'attacher une certaine importante à cet aspect historique singulier. En 2002, elle demande au baron Raymond Grant le droit d'utiliser son blason pour la municipalité. En 2007, la Société historique et culturelle du Marigot, menée par l'historien Michel Pratt, obtient le renommage officiel de l'île Verte (située en face du Vieux-Longueuil dans le fleuve Saint-Laurent) en îlot de la Baronnie pour ancrer géographiquement le nom dans le territoire

## Liste des barons

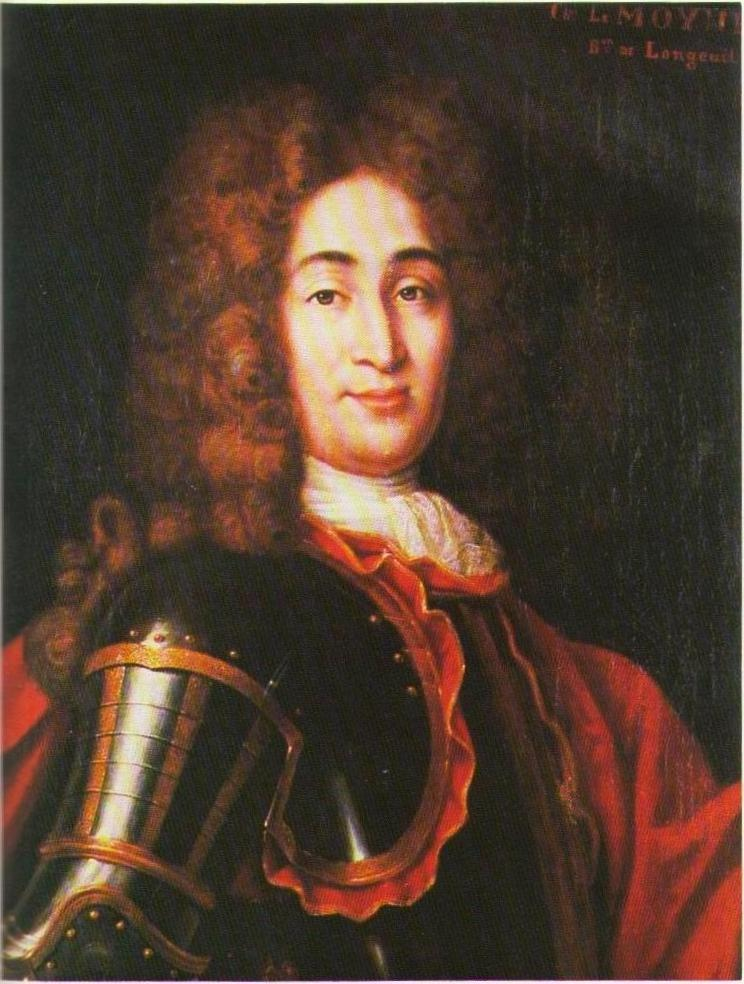
Charles II Le Moyne, administrateur général de la Nouvelle-France et premier baron de Longueuil.

| 1700-1729 | Charles II Le Moyne      |
| 1729-1755 | Charles III Le Moyne     |
| 1755      | Charles-Jacques Le Moyne |
| 1755-1841 | Marie-Charles Le Moyne   |

| 1841-1848 | Charles William Grant     |
| 1848-1879 | Charles James Irwin Grant |

| 1879-1898 | Charles Colmore Grant    |
| 1898-1931 | Reginald Charles Grant   |
| 1931-1938 | John Charles Moore Grant |
| 1938-1959 | Ronald Charles Grant     |
| 1959-2004 | Raymond Grant            |
| 2004-     | Michael Grant            |

### Descendance de Charles Le Moyne
De la nombreuse descendance de Charles Le Moyne, premier seigneur de Longueuil, subsistent aujourd’hui deux branches : « Longueuil » et « Sérigny ».
- La branche aînée, « Longueuil », représentée par la famille Grant dont les membres sont parents et sujets de sa Majesté la reine d’Angleterre, et par la famille de Germain.

- La branche « Sérigny », représentée par la famille Le Moyne de Sérigny, branche dont les couleurs des armoiries ont été modifiées du fait qu’elle ne soit pas l’aînée.

## Ligne de succession
- Charles II Le Moyne (10 décembre 1656-7 juin 1729), 1er baron de Longueuil
  -  Charles III Le Moyne (18 octobre 1687-17 janvier 1755), 2e baron de Longueuil
    -  Charles-Jacques Le Moyne (26 juillet 1724-27 septembre 1755), 3e baron de Longueuil
      -  Marie-Charles Le Moyne (21 mars 1756-17 février 1841), 4e baronne de Longueil
        - Charles William Grant (4 février 1782-5 juillet 1848), "5e baron de Longueuil"
          - Charles James Irwin Grant (1er avril 1815-26 février 1879), "6e baron de Longueuil"
            -  Charles Colmore Grant (13 février 1844-13 décembre 1898), 7e baron de Longueuil
            -  Reginald Charles Grant (24 janvier 1856-3 août 1931), 8e baron de Longueuil
            -  John Charles Moore Grant (1861-1935), 9e baron de Longueuil
              -  Ronald Charles Grant (13 mars 1888-12 juillet 1959), 10e baron de Longueuil
                -  Raymond Grant (3 septembre 1921-5 octobre 2004), 11e baron de Longueuil
                  -  Michael Grant (né le 20 juin 1947) , 12e baron de Longueuil
                    - (2) Angela Grant (née en 1974)
                    - (3) Rachel Grant (née en 1977)
                    - (4) Rebecca Grant (née en 1982)
                    - (1) David Alexander Grant (né en 1984)[4]

## Légitimité
Est légitime ce qui est conforme à l'acte fondateur (lettres patentes de Louis XIV du 26 janvier 1700 qui stipulent que le titre de baron de Longueuil se transmet aux descendants français de Charles Le Moyne :
"Erection en baronnie de la seigneurie de Longueuil en faveur de Charles Lemoyne de Longueuil donné à Versailles, le vingt-sixième du mois de janvier, l'an de grâce mil sept cent, et de notre règne, la cinquante-septième -  signé Louis". Archives de Québec).
En décembre 1880, à la demande de Charles Colmore Grant, la Couronne britannique, en la personne de la reine Victoria, reconnaît le titre de baron de Longueuil. L'avis suivant est paru dans le London Gazette. « The Queen has been graciously pleased to recognize the right of Charles Colmore Grant, Esquire, to the title of Baron de Longueuil, of Longueuil, in the province of Quebec, Canada. This title was conferred on his ancestor, Charles Le Moyne, by letters-patent of nobility signed by King Louis XIV in the year 1700. »

## Archives
Le fonds d'archives de la Famille Grant de Longueuil est conservé au centre d'archives de Montréal de Bibliothèque et Archives nationales du Québec.